# Kathrin Boron
Kathrin Boro (4 de noviembre de 1969 en Eisenhüttenstadt, Alemania) es una exremera alemana que llegó a ser campeona olímpica.
En 2009 obtuvo la medalla Thomas Keller en honor a su carrera.

## Biografía
Boron ganó la medalla de oro en la especialidad de doble scull en los Juegos Olímpicos de Barcelona 1992 junto a Kerstin Köppen y en los Juegos Olímpicos de Sídney 2000 junto a Jana Thieme. También obtuvo la medalla de oro en el cuatro scull en 1996 y 2004. En 2008 consiguió una medalla de bronce en el cuatro scull de su país. Además de esos títulos olímpicos también ha ganado siete Campeonatos Mundiales y ha conseguido cinco platas.
Ganó la medalla de oro en el Campeonato Mundial de Remo en 1989 (cuatro scull) y 1990 (doble scull) con Alemania del Este. Con Alemania ganó en 1991 en Viena (doble scull), en 1997 en Aiguebelette (doble scull y cuatro scull), en 1998 en Colonia (cuatro scull), en 1999 en St. Catharines (doble scull) y en 2001 en Lucerna (doble scull). También consiguió la medalla de plata en 1993 en Račice (doble scull), en 1994 en Indianapolis (scull individual), en 2003 en Milán (doble scull), en 2005 en Gifu (cuatro scull), en 2007 en Munich (cuatro scull).